# USS Frederick C. Davis (DE-136)
«Фредерік К. Девіс» (англ. USS Frederick C. Davis (DE-136) — військовий корабель, ескортний міноносець типу «Едсалл» військово-морських сил США за часів Другої світової війни.
«Фредерік Девіс» був закладений 9 листопада 1942 року на верфі Consolidated Steel Corporation в Оранджі, де 24 січня 1943 року корабель був спущений на воду. 14 липня 1943 року він увійшов до складу ВМС США.
Ескортний міноносець «Фредерік Девіс» став останнім кораблем ВМС США, втраченим у ході битви за Атлантику.

## Історія
7 жовтня 1943 року «Фредерік К. Девіс» вперше вийшов у бойовий похід, відпливши з Норфолка для супроводу конвою до Алжиру. Виконував завдання з конвоїв в Атлантичному океані та в західній частині Середземного моря. 16 грудня 1943 року взяв участь в атаці, що призвело до затоплення U-73 американськими есмінцями «Вулсі» та «Тріппе». 21 січня 1944 року вийшов з ескортом з Неаполя на підтримку висадки морського десанту на плацдармі в Анціо, за що був відзначений відзнакою ВМС. «Фредерік К. Девіс» забезпечував захист від підводних човнів і літаків кораблям, які надавали вогневу підтримку штурму під час висадки десанту 22 січня. Надалі протягом наступних шести місяців патрулював обложений плацдарм, заходячи лише на короткі періоди поповнення до Неаполя.
В червні та липні 1944 року «Фредерік К. Девіс» продовжував ескортні функції в Середземному морі, доки 19 вересня не вийшов у похід до Нью-Йорка для капітального ремонту.
24 квітня 1945 року «Фредерік Девіс» залучався до проведення операції «Тірдроп» і був затоплений північно-західніше Азорських островів німецьким підводним човном U-546, який у свою чергу глибинними бомбами атакували й затопили американські есмінці «Флагерті», «Нойнцер», «Чатлейн», «Варіан», «Габбард», «Янсен», «Пілсбарі» та «Кейт».